# 马尔河畔圣热尔韦
马尔河畔圣热尔韦（法語：Saint-Gervais-sur-Mare，法語發音：[sɛ̃ ʒɛʁvɛ syʁ maʁ]）是法国埃罗省的一个市镇，属于贝济耶区。

## 地理
马尔河畔圣热尔韦（43°39'7"N, 3°2'24"E）面积24.29 平方千米，位于法国奧克西塔尼大區埃罗省，该省份为法国南部沿海省份，南濒地中海，西南接奥德省，西北接塔恩省和阿韦龙省，东北与加尔省接壤。
与马尔河畔圣热尔韦接壤的市镇（或旧市镇、城区）包括：梅拉格、圣热涅德瓦朗萨、托萨克拉比利耶尔、罗西、格赖瑟萨克、圣艾蒂安-埃斯特雷舒。
马尔河畔圣热尔韦的时区为UTC+01:00、UTC+02:00（夏令时）。

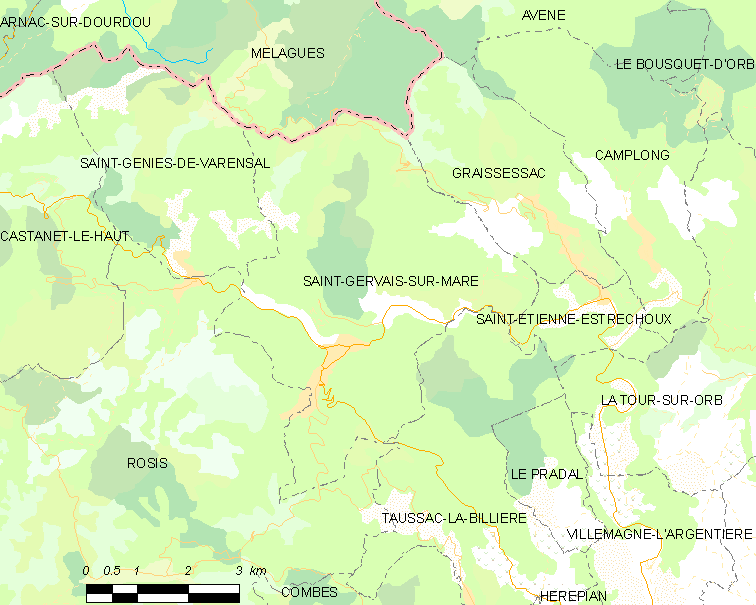
马尔河畔圣热尔韦的OSM定位图

## 行政
马尔河畔圣热尔韦的邮政编码为34610，INSEE市镇编码为34260。

## 政治
马尔河畔圣热尔韦所属的省级选区为克莱蒙莱罗县。

## 人口

1962-2008年间马尔河畔圣热尔韦人口变化图示

马尔河畔圣热尔韦于2022年1月1日时的人口数量为839人。